# Inspection générale des bibliothèques et archives
Cet article court présente un sujet plus développé dans : Inspection générale des archives de France et Inspection générale des bibliothèques.
L’Inspection générale des bibliothèques et archives est un service d'inspection qui, de 1884 à 1945, exerçait les fonctions de l'Inspection générale des archives de France et de l'Inspection générale des bibliothèques. 